# لويز جيمسون
لويز جيمسون (ولدت في 20 أبريل 1951) هي ممثلة إنجليزية، لديها مجموعة متنوعة من الأعمال في التلفزيون والمسرح. تضمنت أدوارها على التلفزيون لعب ليلا في دكتور هو ، والدكتور آن رينولدز في عامل أوميغا ، وبلانش سيمونز في تينكو، وسوزان يونغ في برجراك وروزا دي ماركوفي إيست إندرز . وفقًا لـسكرين اون لاين، كانت جيمسون «واحدة من عدد قليل من الممثلات اللواتي استفدن منه وساهمن في افتتاح الأدوار للنساء على التلفزيون البريطاني خلال السبعينيات والثمانينيات، عندما ارتبطت بسلسلة من الشخصيات الصعبة والحيوية والمستقلة. في الأنواع التي كانت فيها النساء تقليديا إما ضحايا أو الرقعات.» 

## سيرة شخصية

### النشأة والوظيفة
ولدت جيمسون في وانستيد، إسيكس ونشأت في وودفورد جرين المجاورة. درست في مدرسة براسيد المستقلة، باكهورست هيل. انتقلت إلى الأكاديمية الملكية للفنون المسرحية وأمضت عامين مع شركة شكسبير الملكية، حيث قدمت عروض في روميو وجولييت وترويض النمرة والملك لير وسمرفولك وروح بليث . في عام 1995، ظهرت في إنتاج RSC من بوثو شتراوس المنتزه . ومن بين العروض المسرحية الأخرى أول إنتاج مسرحية لبيتر نيكولز تم إنتاجها في مسرح ألدويتش في لندن عام 1981.
ظهرت أمام مايك رافين في فيلم الرعب البريطاني منخفض الميزانية تلميذ الموت (1972). تضمنت أبرز أعمالها التلفزيونية المبكرة ظهورها في Emmerdale في عام 1973 (باسم Sharon Crossthwaite).

### دكتور من
حظيت جيمسون باهتمام واسع النطاق عندما اختارها المخرج بينانت روبرتس في دور ليلا، الرفيقة ذات الملابس الجلدية للطبيب الرابع في دكتور هو. الشخصية هي محارب من شعب سيفاتيم الخيالي، وقد تم تقديمه في وجه الشر (1977). تضمنت إلهام جيمسون للطريقة التي لعبت بها الشخصية كلبها، «لطبيعتها الغريزية وميلها إلى سماع صوتها قليلاً عندما تدرك شيئًا»، وطفل الجيران، من أجل «الانفتاح والسذاجة». تلقى أزياء جيمسون في المسلسل الكثير من التعليقات وبعض الانتقادات من النسويات، حيث كتب مارك دوجويد لـ Screenonline أنه «قال الكثير عن فشل النسوية في السبعينيات في اختراق أقسام الإنتاج أو الأزياء في بي بي سي». وصفت فاليري إستيل فرانكل، في كتابها عن Women in Doctor Who ، ليلا بأنها «امرأة محاربة كلاسيكية» لكنها تقول إن جدية الشخصية قد تم تقويضها لأن «جلودها التي تصطاد بشكل استفزازي وانقسامها تُعرض على نظرات الذكور في كل حلقة.»  كما اعتبرها باتريك مولكيرن من راديو تايمز «رفيقة لجذب الفتيان المراهقين وآبائهم»، لكن بينما اعتبر مسلسلها الأول «حكاية هامدة»، كتب أن جيمسون «اكتشاف رائع. تنضح بالالتزام والإيمان، فهي تجعل ليلا جادة ودافئة ومضحكة، مما يجعلها تتخطى رغبة روبرت هولمز في» راكيل ويلش في الغابة«. بكل بساطة، إنها واحدة من أكثر الممثلات الموهوبات بالفطرة اللواتي لعبن دور رفيق». في عام 2008، قال جيمسون: «بطريقة ما كان الرفيق أشبه ما يكون بجهاز عندما كنت في دكتور هو ، على الرغم من أنني أحببت شجاعتها وذكائها وعدوانها وذكائها - رغم أنها لم تكن متعلمة.»  حصل جيمسون في البداية على 120 جنيهًا إسترلينيًا للحلقة لـ Doctor Who ، وزاد لاحقًا إلى 150 جنيهًا إسترلينيًا للحلقة. تركت المسلسل بعد تسع مسلسلات، وغادرت في The Invasion of Time (1978).

## فيلموغرافيا

### فيلم
| عام  | عنوان               | وظيفة          | ملاحظات |
| ---- | ------------------- | -------------- | ------- |
| 1972 | تلميذ الموت         | بيتي           |         |
| 1998 | بعد سيليا           | كورين          |         |
| 2005 | ليلة كبيرة بالخارج  | لين            |         |
| 2012 | اركض لزوجتك         | موظف الإستقبال |         |
| 2017 | تقفز فوق. أو تجاوزت | أنجيلا وينترز  |         |
| 2018 | الحب الحديث         | ماما           |         |